# Huesa del Común
Huesa del Común – gmina w Hiszpanii, w prowincji Teruel, w Aragonii, o powierzchni 61,69 km². W 2011 roku gmina liczyła 86 mieszkańców.